# Raúl Ruidíaz
Raúl Mario Ruidíaz Misitich (Lima, 25 luglio 1990) è un calciatore peruviano, di ruolo attaccante dell'Atlético Grau.
Possiede il passaporto croato per via delle sue origini.

## Carriera
Club
Inizia la carriera in patria, per poi giocare anche in Cile e in Brasile con le maglie di Universidad de Chile e Coritiba.
Nel 2016 si trasferisce in Messico al Monarcas Morelia e vince due volte il titolo di capocannoniere, prima di passare nel luglio 2018 ai Seattle Sounders in Major League Soccer. Alla prima presenza da titolare, tra l'altro il giorno del suo compleanno, segna il primo gol con la sua nuova maglia, contribuendo in modo decisivo alla vittoria per 1-0 contro i San Jose Earthquakes. Si impone fin da subito come centravanti titolare e contribuisce in modo importante alle otto vittorie consecutive del team, andando a segno nelle vittorie contro Los Angeles Galaxy e Sporting Kansas City. Segna anche tre gol nelle due partite di semifinale di conference contro i Portland Timbers ma non riesce ad impedire l'eliminazione della sua squadra ai calci di rigore. Inizia il 2019 segnando all'esordio contro Cincinnati.

### Nazionale
Convocato per la Copa América Centenario negli Stati Uniti, il 12 giugno 2016 decide il match contro il Brasile (1-0) realizzando una rete controversa al 75', andando in rete col braccio: il Perù passa il girone al primo posto eliminando il Brasile dalla Copa América Centenario.
Convocato per il mondiale 2018, gioca i minuti delle finali delle partite contro Danimarca e Francia, entrambe perse con il punteggio di 1-0.

## Statistiche

### Cronologia presenze e reti in nazionale
| Cronologia completa delle presenze e delle reti in nazionale ― Perù | Cronologia completa delle presenze e delle reti in nazionale ― Perù | Cronologia completa delle presenze e delle reti in nazionale ― Perù | Cronologia completa delle presenze e delle reti in nazionale ― Perù | Cronologia completa delle presenze e delle reti in nazionale ― Perù | Cronologia completa delle presenze e delle reti in nazionale ― Perù | Cronologia completa delle presenze e delle reti in nazionale ― Perù | Cronologia completa delle presenze e delle reti in nazionale ― Perù |
| Data                                                                | Città                                                               | In casa                                                             | Risultato                                                           | Ospiti                                                              | Competizione                                                        | Reti                                                                | Note                                                                |
| ------------------------------------------------------------------- | ------------------------------------------------------------------- | ------------------------------------------------------------------- | ------------------------------------------------------------------- | ------------------------------------------------------------------- | ------------------------------------------------------------------- | ------------------------------------------------------------------- | ------------------------------------------------------------------- |
| 1-6-2011                                                            | Niigata                                                             | Giappone                                                            | 0 – 0                                                               | Perù                                                                | Kirin Cup                                                           | -                                                                   | 67’                                                                 |
| 4-6-2011                                                            | Matsumoto                                                           | Perù                                                                | 0 – 0                                                               | Rep. Ceca                                                           | Kirin Cup                                                           | -                                                                   | 59’                                                                 |
| 28-6-2011                                                           | Lima                                                                | Perù                                                                | 1 – 0                                                               | Senegal                                                             | Amichevole                                                          | -                                                                   | 77’                                                                 |
| 12-7-2011                                                           | Mendoza                                                             | Cile                                                                | 1 – 0                                                               | Perù                                                                | Coppa America 2011 - 1º Turno                                       | -                                                                   |                                                                     |
| 3-6-2012                                                            | Lima                                                                | Perù                                                                | 0 – 1                                                               | Colombia                                                            | Qual. Mondiali 2014                                                 | -                                                                   | 69’                                                                 |
| 16-10-2012                                                          | Asunción                                                            | Paraguay                                                            | 1 – 0                                                               | Perù                                                                | Qual. Mondiali 2014                                                 | -                                                                   | 80’                                                                 |
| 14-11-2012                                                          | Houston                                                             | Honduras                                                            | 0 – 0                                                               | Perù                                                                | Amichevole                                                          | -                                                                   | 69’                                                                 |
| 18-4-2013                                                           | San Francisco                                                       | Perù                                                                | 0 – 0                                                               | Messico                                                             | Amichevole                                                          | -                                                                   | 46’                                                                 |
| 30-5-2014                                                           | Londra                                                              | Inghilterra                                                         | 3 – 0                                                               | Perù                                                                | Amichevole                                                          | -                                                                   | 66’                                                                 |
| 3-6-2014                                                            | Lucerna                                                             | Svizzera                                                            | 2 – 0                                                               | Perù                                                                | Amichevole                                                          | -                                                                   | 83’                                                                 |
| 1-4-2015                                                            | Fort Lauderdale                                                     | Perù                                                                | 0 – 1                                                               | Venezuela                                                           | Amichevole                                                          | -                                                                   | 71’                                                                 |
| 24-3-2016                                                           | Lima                                                                | Perù                                                                | 2 – 2                                                               | Venezuela                                                           | Qual. Mondiali 2018                                                 | 1                                                                   | 60’                                                                 |
| 29-3-2016                                                           | Montevideo                                                          | Uruguay                                                             | 1 – 0                                                               | Perù                                                                | Qual. Mondiali 2018                                                 | -                                                                   | 49’                                                                 |
| 30-5-2016                                                           | Washington                                                          | El Salvador                                                         | 1 – 3                                                               | Perù                                                                | Amichevole                                                          | 1                                                                   |                                                                     |
| 9-6-2016                                                            | Phoenix                                                             | Ecuador                                                             | 2 – 2                                                               | Perù                                                                | Coppa America 2016 - 1º turno                                       | -                                                                   | 73’                                                                 |
| 13-6-2016                                                           | Foxborough                                                          | Perù                                                                | 1 – 0                                                               | Brasile                                                             | Coppa America 2016 - 1º turno                                       | 1                                                                   | 64’                                                                 |
| 18-6-2016                                                           | East Rutherford                                                     | Perù                                                                | 0 – 0 (2-4 dtr)                                                     | Colombia                                                            | Coppa America 2016 - Quarti di finale                               | -                                                                   | 77’                                                                 |
| 1-9-2016                                                            | La Paz                                                              | Bolivia                                                             | 0 – 3 tav                                                           | Perù                                                                | Qual. Mondiali 2018                                                 | -                                                                   |                                                                     |
| 7-9-2016                                                            | Lima                                                                | Perù                                                                | 2 – 1                                                               | Ecuador                                                             | Qual. Mondiali 2018                                                 | -                                                                   | 73’                                                                 |
| 7-10-2016                                                           | Lima                                                                | Perù                                                                | 2 – 2                                                               | Argentina                                                           | Qual. Mondiali 2018                                                 | -                                                                   | 58’                                                                 |
| 12-10-2016                                                          | Santiago del Cile                                                   | Cile                                                                | 2 – 1                                                               | Perù                                                                | Qual. Mondiali 2018                                                 | -                                                                   | 46’                                                                 |
| 11-11-2016                                                          | Asunción                                                            | Paraguay                                                            | 1 – 4                                                               | Perù                                                                | Qual. Mondiali 2018                                                 | -                                                                   | 87’                                                                 |
| 16-11-2016                                                          | Lima                                                                | Perù                                                                | 0 – 2                                                               | Brasile                                                             | Qual. Mondiali 2018                                                 | -                                                                   | 62’                                                                 |
| 24-3-2017                                                           | Maturín                                                             | Venezuela                                                           | 2 – 2                                                               | Perù                                                                | Qual. Mondiali 2018                                                 | -                                                                   | 78’                                                                 |
| 1-9-2017                                                            | Lima                                                                | Perù                                                                | 2 – 1                                                               | Bolivia                                                             | Qual. Mondiali 2018                                                 | -                                                                   | 75’                                                                 |
| 11-10-2017                                                          | Lima                                                                | Perù                                                                | 1 – 1                                                               | Colombia                                                            | Qual. Mondiali 2018                                                 | -                                                                   | 68’                                                                 |
| 16-11-2017                                                          | Lima                                                                | Perù                                                                | 2 – 0                                                               | Nuova Zelanda                                                       | Qual. Mondiali 2018                                                 | -                                                                   | 66’                                                                 |
| 24-3-2018                                                           | Miami                                                               | Perù                                                                | 2 – 0                                                               | Croazia                                                             | Amichevole                                                          | -                                                                   | 88’                                                                 |
| 28-3-2018                                                           | Lipsia                                                              | Perù                                                                | 3 – 1                                                               | Islanda                                                             | Amichevole                                                          | 1                                                                   | 66’                                                                 |
| 30-5-2018                                                           | Lima                                                                | Perù                                                                | 2 – 0                                                               | Scozia                                                              | Amichevole                                                          | -                                                                   | 69’                                                                 |
| 16-6-2018                                                           | Saransk                                                             | Perù                                                                | 0 – 1                                                               | Danimarca                                                           | Mondiali 2018 - 1º turno                                            | -                                                                   | 85’                                                                 |
| 21-6-2018                                                           | Ekaterinburg                                                        | Francia                                                             | 1 – 0                                                               | Perù                                                                | Mondiali 2018 - 1º turno                                            | -                                                                   | 82’                                                                 |
| 9-9-2018                                                            | Sinsheim                                                            | Germania                                                            | 2 – 1                                                               | Perù                                                                | Amichevole                                                          | -                                                                   | 86’                                                                 |
| 13-10-2018                                                          | Miami                                                               | Perù                                                                | 3 – 0                                                               | Cile                                                                | Amichevole                                                          | -                                                                   | 85’                                                                 |
| 17-10-2018                                                          | East Hartford                                                       | Stati Uniti                                                         | 1 – 1                                                               | Perù                                                                | Amichevole                                                          | -                                                                   |                                                                     |
| 16-11-2018                                                          | Lima                                                                | Perù                                                                | 0 – 2                                                               | Ecuador                                                             | Amichevole                                                          | -                                                                   | 46’                                                                 |
| 20-11-2018                                                          | Arequipa                                                            | Perù                                                                | 2 – 3                                                               | Costa Rica                                                          | Amichevole                                                          | -                                                                   | 69’                                                                 |
| 6-6-2019                                                            | Lima                                                                | Perù                                                                | 1 – 0                                                               | Costa Rica                                                          | Amichevole                                                          | -                                                                   |                                                                     |
| 9-6-2019                                                            | Lima                                                                | Perù                                                                | 0 – 3                                                               | Colombia                                                            | Amichevole                                                          | -                                                                   | 62’                                                                 |
| 29-6-2019                                                           | Salvador de Bahia                                                   | Uruguay                                                             | 0 – 0 (4 – 5 dtr)                                                   | Perù                                                                | Coppa America 2019 - Quarti di finale                               | -                                                                   | 85’                                                                 |
| 7-7-2019                                                            | Rio de Janeiro                                                      | Brasile                                                             | 3 – 1                                                               | Perù                                                                | Coppa America 2019 - Finale                                         | -                                                                   | 78’                                                                 |
| 6-9-2019                                                            | Harrison                                                            | Perù                                                                | 0 – 1                                                               | Ecuador                                                             | Amichevole                                                          | -                                                                   | 76’                                                                 |
| 10-9-2019                                                           | Los Angeles                                                         | Brasile                                                             | 0 – 1                                                               | Perù                                                                | Amichevole                                                          | -                                                                   | 46’                                                                 |
| 16-11-2019                                                          | Miami Gardens                                                       | Colombia                                                            | 1 – 0                                                               | Perù                                                                | Amichevole                                                          | -                                                                   |                                                                     |
| 8-10-2020                                                           | Asunción                                                            | Paraguay                                                            | 2 – 2                                                               | Perù                                                                | Qual. Mondiali 2022                                                 | -                                                                   |                                                                     |
| 13-11-2020                                                          | Santiago del Cile                                                   | Cile                                                                | 2 – 0                                                               | Perù                                                                | Qual. Mondiali 2022                                                 | -                                                                   |                                                                     |
| 17-11-2020                                                          | Lima                                                                | Perù                                                                | 0 – 2                                                               | Argentina                                                           | Qual. Mondiali 2022                                                 | -                                                                   | 81’                                                                 |
| 3-6-2021                                                            | Lima                                                                | Perù                                                                | 0 – 3                                                               | Colombia                                                            | Qual. Mondiali 2022                                                 | -                                                                   |                                                                     |
| 2-9-2021                                                            | Lima                                                                | Perù                                                                | 1 – 1                                                               | Uruguay                                                             | Qual. Mondiali 2022                                                 | -                                                                   | 80’                                                                 |
| 5-9-2021                                                            | Lima                                                                | Perù                                                                | 1 – 0                                                               | Venezuela                                                           | Qual. Mondiali 2022                                                 | -                                                                   | 85’                                                                 |
| 25-9-2022                                                           | Pasadena                                                            | Messico                                                             | 1 – 0                                                               | Perù                                                                | Amichevole                                                          | -                                                                   | 69’                                                                 |
| 28-9-2022                                                           | Washington                                                          | El Salvador                                                         | 1 – 4                                                               | Perù                                                                | Amichevole                                                          | -                                                                   | 12’                                                                 |
| 25-3-2023                                                           | Magonza                                                             | Germania                                                            | 2 – 0                                                               | Perù                                                                | Amichevole                                                          | -                                                                   | 46’                                                                 |
| 12-9-2023                                                           | Lima                                                                | Perù                                                                | 0 – 1                                                               | Brasile                                                             | Qual. Mondiali 2026                                                 | -                                                                   | 78’                                                                 |
| Totale                                                              |                                                                     | Presenze                                                            | 54                                                                  |                                                                     | Reti                                                                | 4                                                                   |                                                                     |

## Palmarès

### Club

#### Competizioni nazionali
- Campionato peruviano: 2

Universitario de Deportes: 2009, 2013
- Campionato cileno: 1

Club Universidad de Chile: 2012
- Campionato MLS: 1

Seattle Sounders: 2019

#### Competizioni internazionali
- CONCACAF Champions League: 1

Seattle Sounders: 2022

### Individuale
- Pallone d'oro (Messico): 1

2016-2017
- MLS Best XI: 2

2020, 2021
- Squadra della stagione della CONCACAF Champions League: 1

2022